# Praia da Foz do Lizandro
Vista Geral de Praia da Foz do Lizandro.
A Praia da Foz do Lizandro é uma praia marítima onde desagua o rio com o mesmo nome, situada na freguesia de Carvoeira a 2,3 km do centro da mesma, a 3,5 km do centro da Ericeira, a 10,2 km de Mafra e a 22,1 km de Sintra. A praia é de areia branca e fina, é usada para praticar surf e não é muito frequentada por banhistas. O mar não é muito calmo, mas dá para nadar sem preocupação. Atualmente a praia é galardoada com o prémio Bandeira azul.
A praia possuí um parque de estacionamento grande e gratuito e dispõe de dois bares (Límpico e Barbatana Surf&Deli) e de dois restaurantes (Retiro da Bela Sombra e NaOnda Bar::Restaurante). O areal tem 0.06105248 km² de área.